# Révolte épirote de 1854

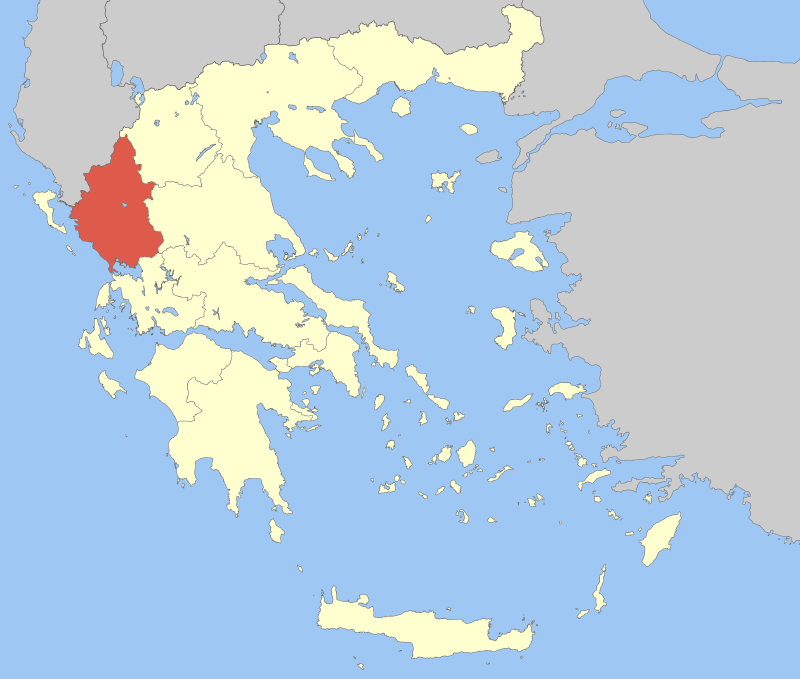
Province de l'Epire en orange

La révolte épirote de 1854 est un soulèvement nationaliste grec qui éclate en Épire, alors une province ottomane, le pachalik de Ioannina, au moment de la Guerre de Crimée (1853-1856). Cette révolte reçoit un important soutien de l'opinion publique du royaume de Grèce, ce qui conduit Athènes au bord de la guerre contre l'Empire ottoman. Cependant, les grandes puissances européennes organisent un blocus contre le royaume et la révolte est bientôt réprimée par le pouvoir turc.